# Opera di Amburgo
L'Opera di Amburgo (in tedesco: Hamburgische Staatsoper) è uno dei maggiori teatri d'opera della Germania.

## Storia
La fondazione dell'Opera di Amburgo risale al 2 gennaio 1678, quando l'"Opern-Theatrum" venne inaugurato con la rappresentazione del Singspiel, Adam und Eva, Der erschaffene, gefallene und aufgerichtete Mensch, di argomento biblico di Johann Theile. Essa non era un teatro di Corte ma il primo teatro d'opera pubblico in Germania, fondato da un gruppo di cittadini di Amburgo amanti della musica, componenti della prosperosa Lega anseatica.
Dal 1696 avviene la prima assoluta di Mahumet II di Reinhard Keiser, nel 1698 di Die durch Wilhelm den Grossen in Britannien wider eingeführte Irene, di Augustus e di Aller-unterthänigster Gehorsam di Keiser, nel 1699 di Die an dem glücklichen Vermählungs-Tage... vorgebildete Verbindung des grossen Hercules mit der schönen Hebe... di Keiser e di I trionfi del fato di Agostino Steffani, nel 1701 di Die wunder-schöne Psyche di Keiser, nel 1702 di Sieg der fruchtbaren Pomona e di Der siegende Phaeton di Keiser, nel 1703 di Die über die Liebe triumphirende Weißheit oder Salomon di Keiser e nel 1704 di Die unglückselige Cleopatra, Königin von Egypten oper Die betrogene Staats-Liebe di Johann Mattheson.
La Bürgeroper resistette al dominante stile italiano divenendo rapidamente il centro musicale principale della musica barocca tedesca. Nel 1703, Georg Friedrich Händel venne ingaggiato come violinista e clavicembalista mentre l'esecuzione delle sue opere non era ancora divenuta regolare. Nel 1705 venne finalmente messa in scena ad Amburgo la sua opera Almira con Mattheson, subito seguita dal meno fortunato Nero (Händel).
Sempre nello stesso anno avvengono anche le prime assolute di Die römische Unruhe e di Die kleinmüthige Selbst-Mörderin Lucretia di Keiser, nel 1706 di La costanza sforzata di Keiser, nel 1708 di Bellerophon di Christoph Graupner, nel 1709 di Desiderius, König der Langobarden di Keiser, nel 1710 di Der Morgen des europäischen Glückes di Keiser, nel 1711 di Die geheimen Begebenheiten Henrico IV, Königs von Castilien und Leon di Mattheson, nel 1712 di Die oesterreichische Großmuth di Keiser, nel 1715 di Triumph des Friedens di Keiser, nel 1716 di Das zerstörte Troja di Keiser, nel 1717 di Die über den Triumph ihres Heylandes Jesu jubilirende gläubige Seele, di Der die Vestung Siebenbürgisch-Weissenburg erobernde und über die Dacier triumphierende Kayser Trajanus e di Das bey seiner Ruh und Gebuhrt eines Printzen frolockende Lycien unter der Regierung des Königs Jacobates und Bellerophon di Keiser e nel 1719 di Cloris und Thyrsis di Francesco Bartolomeo Conti.
Nel 1721, Georg Philipp Telemann, una figura centrale del barocco tedesco, entrò a far parte dell'Opera di Amburgo con la prima assoluta di Der geduldige Socrates e l'incarico di direttore degli affari musicali e negli anni seguenti vennero Christoph Willibald Gluck, Johann Adolph Hasse e diverse compagnie italiane come complessi ospiti.
Per sostituire la struttura in legno dell'Oper am Gänsemarkt, nel 1826 venne realizzato il primo teatro in pietra, inaugurato il 18 maggio con il nome di Stadt-Theater. Esso era ubicato sul sito dell'odierna Opera di Amburgo e contava 2.800 posti a sedere. Fu inaugurato con l'esecuzione delle musiche di scena dell'Egmont di Beethoven.
L'edificio venne poi restaurato nel 1873, sia all'interno che all'esterno, in stile "Gründerzeit" in voga all'epoca, e nuovamente nel 1891, con l'introduzione dell'illuminazione elettrica.
Sotto la direzione di Bernhard Pollini, venne messo in scena, nel 1879, il ciclo completo de L'anello del Nibelungo. Nel 1883, anno della morte di Wagner, venne dato inizio alla rappresentazione di un ciclo di nove delle sue opere. I direttori Hans von Bülow (dal 1887 al 1890) e Gustav Mahler (dal 1891 al 1897) diedero un grande contributo all'incremento della fama del teatro.
All'inizio del XX secolo, rappresentò una parte importante del repertorio teatrale; delle 321 rappresentazioni realizzate nella stagione 1907-1908, ben 282 furono spettacoli d'opera. Lo Stadt-Theater eseguiva, non soltanto le opere del repertorio classico, ma anche nuove opere commissionate a compositori contemporanei. Fra queste si ricordano Sancta Susanna di Paul Hindemith, L'istoire du soldat di Igor' Fëdorovič Stravinskij, Johnny spielt auf di Ernst Křenek e Jenůfa di Leoš Janáček. Le opere Die Brautwahl di Ferruccio Busoni nel 1912 e Die tote Stadt di Erich Wolfgang Korngold nel 1920, ebbero entrambe la loro prima mondiale ad Amburgo. Negli anni trenta, dopo la salita al potere di Hitler, il teatro venne rinominato Hamburgische Staatsoper.
La notte del 2 agosto 1943, il teatro e gli edifici vicini vennero distrutti dai bombardamenti aerei realizzati con bombe incendiarie.
L'attuale Statsoper venne inaugurata il 15 ottobre 1955 con Il flauto magico di Mozart. Il teatro continuò nella scelta di proporre nuove opere presentando The Prince of Homburg di Hans Werner Henze nel 1960, The Flood di Stravinsky nel 1963 e Staatstheater di Mauricio Kagel nel 1971.
Più recentemente, Amburgo ha messo in scena la prima mondiale di The Conquest of Mexico di Wolfgang Rihm nel 1992 e The Little Match Girl di Helmut Lachenmann nel 1997, ricevendo un entusiastico plauso internazionale. La compagnia è stata eletta Teatro dell'opera dell'anno nel 1997 e nel 2005 dalla rivista Opernwelt.
Dal 2005 al 2015 , l'australiana Simone Young ricoprì il ruolo di direttore stabile dell'Opera di Amburgo, lasciando tale incarico al collega Kent Nagano a contratto scaduto.